# Hawaii nyelv
A hawaii nyelv (hawaii nyelven ʻōlelo Hawaiʻi) a polinéz nyelvek egyike, amely nevét kialakulási helyéről, a csendes-óceáni Hawaii szigetről kapta. Az angol nyelvvel együtt Hawaii állam hivatalos nyelve. III. Kamehameha hawaii király alkotta meg az első hawaii nyelvű alkotmányt 1839–1840-ben.
Számos okból kifolyólag az anyanyelvi beszélők száma az 1830-as évektől az 1950-es évekig folyamatosan csökkent, és a szigetcsoport hét lakott szigete közül hat esetében az angol gyakorlatilag kiszorította a hawaiit. Niihau az egyetlen, ahol a többség anyanyelvként beszéli, de az itteni nyelvjárás eltér a standard hawaiitól. 2000-ben a hawaii nyelvet anyanyelvként beszélők aránya nem éri el az állam lakosságának 0,1%-át, így a veszélyeztetett nyelvek közé számít.
A hawaii nyelv rendelkezik a legkevesebb hanggal, öt magánhangzó – a, e, i, o, u – mellett hét mássalhangzó – h, k, l, m, n, p, w – és egy úgynevezett glottális zárhang (hawaii nyelven: ʻokina) alkotja az ábécét. A niihaui nyelvjárás több szempontból konzervatívabb, itt megmaradt a t hang ejtése is, ami a standard hawaiiban már mindenhol k lett, és helyenként az r/l is váltakozik. Két mássalhangzó nem állhat egymás mellett, és minden szónak magánhangzóra kell végződnie.

## Fordítás
- Ez a szócikk részben vagy egészben a Hawaiian language című angol Wikipédia-szócikk ezen változatának fordításán alapul.  Az eredeti cikk szerkesztőit annak laptörténete sorolja fel. Ez a jelzés csupán a megfogalmazás eredetét és a szerzői jogokat jelzi, nem szolgál a cikkben szereplő információk forrásmegjelöléseként.